# Чемпіонат Європи з велоспорту на треку 2021
Чемпіонат Європи з велоспорту на треку 2021 — дванандцятий Чемпіонат Європи з велоспорту на треку серед еліти. Проходив з 5 по 9 жовтня на Tissot Velodrome в Гренхені, Швейцарія.
Спочатку змагання мали пройти з 23 по 27 червня в Мінську, Білорусь. Однак 27 травня 2021 року Правління Європейського союзу велоспорту ухвалило рішення скасувати проведення чемпіонату у «світлі поточної міжнародної ситуації». Ймовірно йдеться про затримання засновника Telegram-каналу NEXTA Романа Протасевича після того, як літак, що прямував з Афін до Вільнюса, був примусово посаджений у Мінську за наказом білоруської влади.
1 червня було оголошено, що чемпіонат все ж таки відбудеться — у другий тиждень жовтня 2021 року.
Програма чемпіонату 2021 року включала всі 12 олімпійських дисциплін (спринт, командний спринт, кейрін, командна гонка переслідування, медісон та омніум як для чоловіків, так і для жінок), а також у 10 неолімпійських.

## Медалісти

### Чоловіки
| Дисципліна                         | Золото                                                                    | Срібло                                                         | Бронза                                                               |
| Спринт                             | Гаррі Лаврейсен                                                           | Джефрі Гогланд                                                 | Михайло Яковлєв                                                      |
| Командний спринт                   | Нідерланди Джефрі Гогланд Гаррі Лаврейсен Рой ван ден Берг Сем Лігтлее    | Франція Тіммі Гілліон Раян Еляль Себастьєн Віж'є               | Польща Мачей Бєлецький Патрик Райковський Матеуш Рудик Даніель Рохна |
| Індивідуальна гонка переслідування | Джонатан Мілан                                                            | Лев Гонов                                                      | Клаудіо Імгоф                                                        |
| Командна гонка переслідування      | Данія Карл-Фредерік Беворт Тобіас Гансен Матіас Мальмберг Расмус Педерсен | Швейцарія Клаудіо Імгоф Валер Тьєбо Сімон Віцтхум Алекс Фогель | Велика Британія Ріс Бріттон Чарлі Танфілд Вільям Тідболл Олівер Вуд  |
| Кейрін                             | Джефрі Гогланд                                                            | Том Дераш                                                      | Йоахім Айлерс                                                        |
| Омніум                             | Алан Банашек                                                              | Фабіо Ван ден Босше                                            | Матіас Мальмберг                                                     |
| Медісон                            | Нідерланди Йоері Гавік Ян-Віллем ван Схіп                                 | Бельгія Кенні Де Кетеле Ліндсей Де Вілдер                      | Португалія Юрі Лейтао Руй Олівейра                                   |
| Гонка за очками                    | Бенжамін Тома                                                             | Юрі Лейтао                                                     | Влас Шичкін                                                          |
| Гіт (1 км)                         | Джефрі Гогланд                                                            | Сем Лігтлее                                                    | Патрик Райковський                                                   |
| Скретч                             | Руй Олівейра                                                              | Вінсент Хоппезак                                               | Джек Бернард Мерфі                                                   |
| Гонка на вибування                 | Сергій Ростовцев                                                          | Жуан Матіаш                                                    | Тома Буда                                                            |

- Спортсмени, виділені курсивом, брали участь у чемпіонаті, але не змагались у фіналі.

### Жінки
| Дисципліна                         | Золото                                                                                         | Срібло                                                                                      | Бронза                                                              |
| Спринт                             | Шенн Браспенінкс                                                                               | Леа Фрідріх                                                                                 | Матильда Гро                                                        |
| Командний спринт                   | Нідерланди Шенн Браспенінкс Кіра Ламберінк Гетті ван де Вау Стеффі ван дер Пеет                | Німеччина Леа Фрідріх Пауліне Грабош Алесса-Катріона Прьопстер                              | Росія Наталія Антонова Дар'я Шмельова Яна Тищенко Анастасія Войнова |
| Індивідуальна гонка переслідування | Ліза Бреннауер                                                                                 | Маріон Борра                                                                                | Міке Крьогер                                                        |
| Командна гонка переслідування      | Німеччина Франциска Брауссе Ліза Бреннауер Міке Крьогер Лаура Зюссемільх Лена Шарлотте Райснер | Італія Мартіна Альціні Ракеле Барб'єрі Мартіна Фіданца Сільвія Дзанарді Летиція Патерностер | Ірландія Міа Ґріффін Емілі Кей Келлі Мерфі Еліс Шарп                |
| Кейрін                             | Леа Фрідріх                                                                                    | Олена Старікова                                                                             | Яна Тищенко                                                         |
| Омніум                             | Кеті Арчибальд                                                                                 | Віктуар Берто                                                                               | Ракеле Барб'єрі                                                     |
| Медісон                            | Велика Британія Кеті Арчибальд Ніа Еванс                                                       | Данія Амалія Дідеріксен Джулі Лет                                                           | Франція Віктуар Берто Маріон Борра                                  |
| Гонка за очками                    | Гульназ Хатунцева                                                                              | Шарі Боссейт                                                                                | Лоннеке Унекен                                                      |
| Гіт (500 м)                        | Дар'я Шмельова                                                                                 | Пауліне Грабош                                                                              | Яна Тищенко                                                         |
| Скретч                             | Кеті Арчибальд                                                                                 | Валентін Фортен                                                                             | Дарія Пікулік                                                       |
| Гонка на вибування                 | Валентін Фортен                                                                                | Летиція Патерностер                                                                         | Ніа Еванс                                                           |

## Загальний медальний залік
*   Країна-господарка ( Швейцарія)
| Місце               | Країна              | Золото | Срібло | Бронза | Загалом |
| ------------------- | ------------------- | ------ | ------ | ------ | ------- |
| 1                   | Нідерланди          | 7      | 3      | 1      | 11      |
| 2                   | Німеччина           | 3      | 3      | 2      | 8       |
| 3                   | Росія               | 3      | 1      | 5      | 9       |
| 4                   | Велика Британія     | 3      | 0      | 2      | 5       |
| 5                   | Франція             | 2      | 5      | 3      | 10      |
| 6                   | Італія              | 1      | 2      | 1      | 4       |
| 6                   | Португалія          | 1      | 2      | 1      | 4       |
| 8                   | Данія               | 1      | 1      | 1      | 3       |
| 9                   | Польща              | 1      | 0      | 3      | 4       |
| 10                  | Бельгія             | 0      | 3      | 0      | 3       |
| 11                  | Швейцарія*          | 0      | 1      | 1      | 2       |
| 12                  | Україна             | 0      | 1      | 0      | 1       |
| 13                  | Ірландія            | 0      | 0      | 2      | 2       |
| Загалом (13 збірні) | Загалом (13 збірні) | 22     | 22     | 22     | 66      |

## Україна на чемпіонаті
Україну на чемпіонаті представляли серед чоловіків:
1. Владислав Денисенко
2. Богдан Данильчук
3. Михайло-Ярослав Дудко
4. Володимир Джус
5. Роман Гладиш
6. Віталій Гринів
7. Єгор Коробов
8. Максим Васильєв

Серед жінок змагалися:
1. Любов Басова
2. Алла Білецька
3. Ксенія Федотова
4. Тетяна Клімченко
5. Олександра Логвинюк
6. Ганна Соловей
7. Олена Старікова
8. Вікторія Ярошенко

Українська команда посіла 12 місце в медальному заліку завдяки сріблу Олени Старікової в кейріні.